# Trnovec (Trnovec Bartolovečki)
Trnovec falu Horvátországban, Varasd megyében. Közigazgatásilag Trnovec Bartolovečki község része, annak központi települése.

## Fekvése
Varasdtól 5 km-re keletre a Drávamenti-síkságon a Dráva jobb partján fekszik. A község legnagyobb települése.

## Története
1857-ben 701, 1910-ben 1361 lakosa volt. A falu 1920-ig Varasd vármegye Varasdi járásához tartozott, majd a Szerb-Horvát Királyság része lett. 2001-ben a falunak 4127 lakosa volt.

## Nevezetességei
A Havas Boldogasszony tiszteletére szentelt római katolikus plébániatemploma 1998 és 2008 között épült. A templomot 2008. október 19-én szentelte fel Josip Mrzljak varasdi püspök.

## Külső hivatkozások
- A község hivatalos oldala
- A trnoveci plébánia honlapja